# Daniel Aßmann
Daniel Aßmann alias Pottfluencer (* 9. August 1983 in Hattingen) ist ein deutscher Fernsehmoderator.

## Leben
Daniel Aßmann absolvierte 2003 sein Abitur und leistete dann seinen Zivildienst. Währenddessen machte er schon Fernseherfahrungen als Praktikant bei Focus TV.
2004 begann Aßmann eine Ausbildung zum Medienkaufmann bei Super RTL und beendete diese 2007 erfolgreich. Mit seinem ersten Engagement zwischen 2007 und 2008 bei GIGA wechselte er schließlich zum Beruf des Moderators. Dort moderierte er live das tägliche, zweistündige Lifestylemagazin SPAM DELUXE und ging auch mit seiner Talksendung Aßmann auf Sendung, bis der Sender 2008 im Fernsehen abgeschaltet wurde und danach nur noch im Web-TV lief. Aßmann bildete sich weiter und absolvierte seinen Bachelor of Arts in Journalismus & PR an der damaligen Fachhochschule Gelsenkirchen (heute: Westfälische Hochschule Gelsenkirchen Bocholt Recklinghausen). Danach arbeitete er als freiberuflicher Moderator.
Daniel Aßmann hatte mehrere Auftritte als Moderator bei dem Reality-Format We Are Family! auf ProSieben. Beim Online-Medienmagazin Quotenmeter.de war er Ende 2011 in drei Ausgaben des Web-TV-Formats Feedback zu sehen. Zuvor war er für das Online-Medienmagazin dwdl.de mit seinem Web-TV-Format Der Köder muss dem Fisch schmecken auf Sendung.
2012 war Aßmann Moderator von DSDS Kids in der Primetime bei RTL. Seit 2015 ist Aßmann Moderator beim WDR und moderiert u. a. die Sendungen „Ausgerechnet“, „Wunderschön“, „Das Beste im Westen“ und die Servicezeit.
2023 versuchte er sich im Rahmen der Sendereihe Ausgerechnet WDR als Schlagersänger mit dem Song Mein Herz schlägt Ruhrgebiet.
Auf seinem im Jahr 2021 gegründeten Social-Media-Kanal bei Instagram bezeichnet er sich seit 2023 selbst als Pottfluencer und möchte auf scherzhafte Art und Weise die Tradition der heimischen Sprache pflegen.
Aßmann ist Vater von zwei Kindern und lebt noch heute in seiner Geburtsstadt Hattingen.

## Tätigkeit als Produzent
Neben seinen Moderationsengagements ist Aßmann Inhaber der Agentur für Videoproduktion videomotion, die unter anderem Image-, Produkt- und Social-Media-Videos anbietet.

## Diskografie
2024 veröffentlichte Daniel Aßmann die Ruhrpotthymne - Ruhrpott ist geil (Samma, Hömma, Tuhma, Nomma), an dessen Musikvideo die ganze Community teilnehmen konnte.